# 原嘉道
原嘉道男爵（日語：原 嘉道/はら よしみち(かどう)，1867年3月23日—1944年8月7日），是日本大正与昭和时期律师、法学家和政治家。他于二战期间担任枢密院议长，作为和平派重臣會議 (日本)的他曾在御前会议上代表昭和天皇发言，质疑内阁提出的日美开战的决定。